# John Helliwell
John Helliwell (* jako John Anthony Helliwell, 15. února 1945, Todmorden, Yorkshire, Anglie, Spojené království) je britský hudebník, saxofonista, klávesista a hráč na dřevěné nástroje, nejvíce známý jako člen rockové skupiny Supertramp, se kterou hraje od roku 1973. Před Supertramp hrál s The Alan Bown Set.